# Leptotes rabefaner
Leptotes rabefaner is een vlinder uit de familie van de Lycaenidae. De wetenschappelijke naam van de soort is voor het eerst geldig gepubliceerd in 1877 door Mabille.